# GV Corvina Einsiedeln
Die Gymnasialverbindung Corvina zu Einsiedeln (GV Corvina) ist eine 1848 gegründete christliche Schülerverbindung und Sektion des Schweizerischen Studentenvereins (Schw. StV). Damit ist sie eine der ältesten Verbindungen des 1841 gegründeten Verbandes.
Die Ziele des Vereins findet man in den Zentralstatuten des Gesamtvereins: „Der Verein pflegt die Freundschaft unter seinen Mitgliedern. Auf den Grundlagen des Christentums aufbauend trägt er zur Gestaltung von Staat und Gesellschaft bei, im Wissen um die eigene Geschichte und in Verantwortung für das Erbe der katholischen Kirche.“

## Geschichte

### Gründungsphase (1842–1860)
Seit 1825 gewann die Stiftsschule Einsiedeln an Bedeutung und Ansehen. Bei der Gründung des Schw. StV im Jahre 1841 war sie noch nicht vertreten, doch bereits zu ihrer 2. Generalversammlung nahmen zwei Stiftsschüler teil. Einer von ihnen gründete anschliessend nach dem Vorbild der Akademien an Jesuitenschulen den „Kulturverein“, der alsbald auch als Akademie anerkannt und bestätigt wurde.
Zwei Externe strebten danach, eine eigentliche Sektionsgründung vorzunehmen. Im Internat hielt man es nicht für notwendig, eine Sektion zu gründen. Zudem war den Internen der Verkehr mit den Externen untersagt. Trotzdem gewann Johann J. Krieger innerhalb der Akademie langsam Anhänger für die Idee.
Das Externat gründete im Jahre 1848 eine Sektion mit Einverständnis der Obrigkeit. 1850 erschien das erste Freiblatt: Litterarium. Aber schon 1851 entstanden Schwierigkeiten, weil die Internen eine eigene Sektion gründeten, was eine gewisse Rivalität hervorrief. Schließlich vereinigten sich die beiden Sektionen.
1858 führte eine unbedeutende Angelegenheit, ein Artikel im Sektionsblatt Waldröschen zu Differenzen mit der Schulleitung. In der Folge wurde jeder Verkehr zwischen Internen und Externen verboten. Die Professorenkonferenz verurteilte die Sektion und bezeichnete sie als unnütz und störend.
1859 stand im Jahresbericht der Stiftsschule: „Jeder Verein, der nicht von Lehrern und Erziehern geleitet ist, ist nicht von Gutem.“ Nachdem einige Verbindungsmitglieder während einer öffentlichen Akademiesitzung in Willerzell das Gasthaus besucht hatten, wurde sogar die Aufhebung der Verbindung gefordert. In zwei Konferenzen verteidigte zwar Pater Gall Morel den StV. Mehrere Professoren aber werfen dem Verein das Fehlen einer religiösen Grundhaltung vor. Das Ergebnis: Es bleibt beim alten Zustand der eingeschränkten Vereinstätigkeit. Redaktor Suppiger polemisierte in den Monatsrosen immer energischer gegen dieses Verhalten der Schulleitung. Die Kluft wurde stets grösser, so dass Pater Gall Morel trotz seiner Sympathie für den StV sich schliesslich gezwungen sah, die Sektion aufzuheben (16. Oktober 1860).

### Erneutes Ringen und zweite Aufhebung (1860–1876)
Es fanden Geheimzusammenkünfte der Mitglieder statt auf die 1865 eine Geheimgründung im Externat folgte. 1869 erhalten die Mitglieder vom Präfekten und von Pater Gall Morel die Erlaubnis zu einer neuen Sektionsgründung. Am Tage darauf wird sie jedoch von der Professorenkonferenz schon wieder aufgehoben. Zusammenkünfte werden noch in einem gewissen Rahmen gestattet, aber die Bewegung findet in Pater Benno Kühne einen starken Gegner.
1872 stirbt Pater Gall Morel und Pater Benno Kühne wird Rektor. Er erklärt eine Gründung für möglich, wenn das Zentralkomitee (CC) garantiere, dass der StV ganz katholisch fundiert sei. Das CC legt daraufhin erneut Zweck und Ideal des StVs dar. 1874 wird die Sektion schliesslich wieder gegründet, aber ohne dass sie für Vereinszwecke irgendwelche Freiheiten zugesprochen erhält. Die Einschränkungen sind streng: Abzeichen sind keine erlaubt, bei allen Versammlungen muss ein Professor anwesend sein.
1875 weist der Abt ein erneutes Gesuch der Verbindung um mehr Freiheiten zurück. Er erklärt sogar, dass die Verbindung ohne sein Einverständnis gegründet worden sei und lehnt deshalb jede Forderung von Seiten der Mitglieder ab. Währenddessen floriert im Externat mit Unterstützung des CCs die Geheimsektion. Nach Aufdeckung dieser Aktivitäten wird der StV am 2. April 1876 erneut aus der Stiftsschule verbannt.

### Aufblühen und Anerkennung des Vereins (1876–1918)

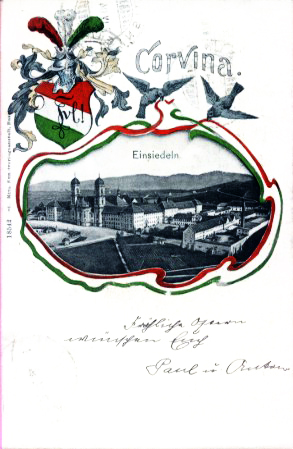
Couleurkarte der Corvina von 1904

Nach dieser zweiten Aufhebung von 1876 schwankt die Mitgliederzahl der Sektion zwischen fünf bis fünfzehn Externen und Internen.
Dank einer streng katholischen Richtung des StVs findet sich der Rektor schliesslich doch zu Verhandlungen bereit. Auf Seiten des StVs führt Augustin, ein Alteinsiedler, die Verhandlungen. 1890 werden sie mit dem "Wilervertrag" vorläufig abgeschlossen.
Die wichtigsten Ergebnisse lauteten:
1. Die Stiftsschule nimmt dem StV gegenüber eine wohlwollende Haltung ein.
2. Die Mitglieder an der Schule können ihre Pflichten gegenüber dem Gesamtverein erfüllen (GV, "Monatsrosen", Vereinsbeiträge usw.). Der Eintritt in den StV ist von der 5. Klasse an erlaubt.
3. Von der Gründung einer eigentlichen Sektion wird abgesehen, aber bei besonderen Anlässen dürfen sich die Mitglieder treffen. Dabei wird jedes Mal ein Vorsitzender ad hoc gewählt.
4. Übersteigt die Mitgliederzahl 17, muss eine sogenannte Konkurrenzarbeit an das CC eingegeben werden.
5. Gestattet ist eine gesellige Zusammenkunft am Ende des Jahres.
6. An der GV treten die Mitglieder als Sektion auf. Der Vertrag wird vom CC genehmigt und an der GV in Wil bestätigt. Der anwesende Rektor fasst die Lösung im Satz zusammen: "Die Einsiedler Sektion ist das Jahr hindurch in potentia und geht an der GV in actu über".

1894 kommt es erstmals zu einer Wahl von Präsident und Aktuar, des Weiteren tritt auch ein Fuxmajor (FM) auf. 1895 zählt die Verbindung bereits 40 Mitglieder. Die erste Fahne wird unter etlichen Schwierigkeiten angeschafft und 1896 bei der GV in Altdorf geweiht. Zum gleichen Zeitpunkt erhält die Verbindung auf Vorschlag von Pater Albert Kuhn den Namen "Corvina". Von 1899 an entfaltet sich ein reges Vereinsleben. Aber mit der Verweisung auf den Wilervertrag gewährt der Rektor P. Benno Kühne der aufstrebenden Corvina keine grösseren Freiheiten.
1902/03 entsteht die erste Corvinergeschichte von Helbling (von der Gründung an bis 1876).
Ab 1907 wird die Corvina von der Stiftsschule als Sektion des StVs anerkannt und ein neuer Vertrag löst den "Wilervertag" ab.

### Gesicherte Existenz (1918–1937)
1918 Gründung der Altcorvina durch Dr. Outry mit dem Ziel der Unterstützung der Aktivitas und der Ausgleich der Gegensätze zwischen Gymnasiasten und Akademikern. Bei der Gründungsversammlung in Fribourg wird Dr. Outry Präsident, Dr. Romuald Banz (1866–1951) Ehrenpräsident und die Verbindung wählt als Wahlspruch: Deo puer, mundo vir. 1926 bekommt Corvina eine neue Fahne, welche von Abt Ignatius geweiht wird.
Zum ersten Mal treffen sich die Senioren der Innerschweizer Gymnasialverbindungen im 2. Semester des Jahres 1926/27 zu einer Seniorenkonferenz in Luzern. Man will dadurch die gemeinsamen Interessen der Gymnasialverbindungen und die engere Zusammenarbeit fördern.
Die Corvina gründet 1929 für die Stiftsschüler aus der Westschweiz den „Cercle français“ unter ihrem Protektorat.
Im Vereinsjahr 1929/30 erhält die Corvina das Präsidium im Konvenist, „Zusammentreffen der Innerschweizer Gymnasialverbindungen“.
1930 übernimmt die Corvina die Führung der Vinzenzstudenten im Stift. Gemäss den Statuten von 1932 stehen sie unter der Leitung des Vinzenzvereins Einsiedeln. Der Vizepräsident dieses Vereins ist immer ein Student und als solcher unmittelbarer Leiter der Vinzenzstudenten.
Im Vereinsjahr 1934/35  weiht die Sektion ihr das Stammlokal im Hotel Storchen ein.
In den 1930er Jahren lähmen oft innere Auseinandersetzungen den Vereinsbetrieb und die aufbauende Arbeit. Um künftige Reibereien zu vermeiden, werden folgende Verordnungen herausgegeben: Streitigkeiten sollen nicht vor dem BC, sondern vor dem Komitee geschlichtet werden; der Senior hat das Recht, einen BC aufzulösen, wenn schwerwiegende Unstimmigkeiten ausbrechen, und die Pflicht, das AH-Komitee um Rat anzugehen.

### Die Corvina in den Kriegsjahren (1939–1945)
Beim 90. Jubiläumskommers 1938 erinnert der Altherrenpräsident in seiner Rede an ein zweites Jubiläum: 20 Jahre Altcorvina. Statuten, Vereinsgeschichte und Ususbuch werden revidiert und die Statuten mit dem Komment herausgegeben. Teilweise wirkt sich der Krieg spürbar auf das Vereinsleben aus. Die politische Schulung und die soziale Arbeit stehen im Vordergrund.
Nach dem Krieg 1945/46 gerät die Corvina in eine innere Krise. Aus dieser Zeit stammt die Fuxenstrophe „Corviner Füxe“. Vom 9. bis 11. August 1947, findet zum ersten Mal die Generalversammlung des Schweizerischen StV statt (CP Bernet) in Einsiedeln statt.
Am 9. und 10. Mai 1948 feierte die Corvina ihr hundertjähriges Bestehen mit der Patensektion Turicia Zürich und die Weihe eines neuen Banners. Es findet ein Fackelzug im Dorf und eine Festversammlung im Fürstensaal mit von hohen weltlichen und geistlichen Vertretern statt.

### Nach dem Zweiten Weltkrieg (1948–1964)
1949 wird die Corvina Patensektion der österreichischen MKV-Verbindung Cimbria in Kufstein und gewährt ihr Hilfe und Unterstützung. Die Beziehungen zur Cimbria werden aber 1951 abgebrochen, da sie kein Interesse an einer finanzschwachen Gymnasialverbindung zu haben scheint.
1953 drängt sich eine Komment- und Statutenrevision auf. Die Professorenkonferenz erlaubt das obligatorische Farbentragen an Sonntagen. Bisher war die Corvina wohl die einzige Verbindung, die die Farben nur eingeschränkt getragen hat. Als hochoffizieller Anlass wird der Schlusskommers eingeführt, der nach und nach zu einer Abschiedsfeier für die Corviner-Maturanden wird. 1957 werden Studienzirkel gegründet.
Die Vereinszeitschrift "Corviner" erhält 1960 vom CP das Prädikat eines "wirklich guten Mitteilungsblattes, das sicher zum Vorbild gereichen könnte". 1961 stimmt die Corvina gegen den Vorschlag der Suitia, dass sich die Gymnasialverbindungen zusammenschliessen sollen. Die Hauptgründe für die Ablehnung sind:
1. Gefahr der Abkapselung von den Universitätsverbindungen
2. Mehrbelastung des Einzelnen und der Verbindungskasse
3. Es gibt keine wesentlichen Aufgaben, die gemeinsam zu lösen wären.

1962 wird die monatliche Verbindungsmesse eingeführt.

### Jüngste Zeit
Im Frühling 1966 wurde ein neuer offizieller Anlass, ein Couleurball in den Osterferien, ins Vereinsleben aufgenommen.
1999 wurde die erste Frau in die GV Corvina aufgenommen.

## Mitgliedschaft
Historisch bedingt durften in den Anfängen nur katholische Jungen aufgenommen werden. Über die Jahre wurde zuerst die Konfessionsfreiheit eingeführt, was nun allen christlich getauften Jungen eine Mitgliedschaft erlaubte. Seit 1998 werden auch Mädchen aufgenommen. Allen Schülern der letzten drei Jahrgänge an der Stiftsschule Einsiedeln ist eine Teilnahme erlaubt.
Wer Mitglied der Corvina ist, wird automatisch auch in den Dachverband, den Schweizerischen Studentenverein aufgenommen.

## Bekannte Mitglieder (Auswahl)
- Kurt Blöchlinger, ehemaliger Chef der Bundeskriminalpolizei
- Markus Büchel, Bischof von St. Gallen
- Anton Cottier, Politiker (CVP/FR), ehemaliger Ständeratspräsident (2002)
- Philipp Etter, Bundesrat (Schweiz)
- Urban Federer OSB, ernannter 59. Abt des Klosters Einsiedeln
- Bruno Frick, Politiker (CVP/SZ), Ständeratspräsident (2004/2005)
- Amédée Grab, Bischof von Chur
- Peter Hess, Politiker (CVP/ZG), Nationalratspräsident (2001)
- Matthias Hüppi, Fernsehmoderator und Sportreporter
- Valentin Roschacher, Schweizer Bundesanwalt